# Isidorea microphylla
Isidorea microphylla är en måreväxtart som beskrevs av Attila L. Borhidi. Isidorea microphylla ingår i släktet Isidorea och familjen måreväxter. Inga underarter finns listade i Catalogue of Life.